# Avalanche (seriefigur)
Avalanche, egentligen Lance Alvers, är en karaktär i den tecknade serien X-Men från Marvel Comics. Han medverkade första gången i Uncanny X-Men #141 i januari 1981 och är en mutant och har förmågan att skapa kraftiga vibrationer som kan förstöra icke-organiska föremål. Vibrationerna kan bli tillräckligt starka för att framkalla jordbävningar. Hans krafter kan dock endast skada andra personer indirekt.
Avalanche är förälskad i superhjältinnan Shadowcat.